# Tomás Ariel Silva
Tomás Ariel Silva (Buenos Aires, 8 febbraio 2003) è un calciatore argentino, difensore del Platense in prestito dal San Lorenzo.

## Caratteristiche tecniche
È un terzino sinistro.

## Carriera

### Club
Minerva è cresciuto nel settore giovanile del San Lorenzo, con cui ha firmato il primo contratto professionistico il 18 febbraio del 2022. Ha debuttato in prima squadra quattro giorni più tardi nell'incontro di Copa de la Liga Profesional perso 4-3 contro il Defensa y Justicia.
Il 13 gennaio 2024 è stato ceduto in prestito all'Atlanta, dove ha trascorso una stagione da titolare in Primera B Nacional giocando 36 incontri. L"8 gennaio 2025 è passato con la stessa formula al Platense.

### Nazionale
Ha giocato con la nazionale giovanile Under-20.

## Statistiche

### Presenze e reti nei club
Statistiche aggiornate al 19 luglio 2025.
| Stagione           | Squadra            | Campionato         | Campionato | Campionato | Coppe nazionali | Coppe nazionali | Coppe nazionali | Coppe continentali | Coppe continentali | Coppe continentali | Altre coppe | Altre coppe | Altre coppe | Totale | Totale | Totale |
| Stagione           | Squadra            | Comp               | Pres       | Reti       | Comp            | Pres            | Reti            | Comp               | Pres               | Reti               | Comp        | Pres        | Reti        | Pres   | Reti   |        |
| ------------------ | ------------------ | ------------------ | ---------- | ---------- | --------------- | --------------- | --------------- | ------------------ | ------------------ | ------------------ | ----------- | ----------- | ----------- | ------ | ------ | ------ |
| 2022               | San Lorenzo        | PD                 | 3          | 0          | CA+CdL          | 0+4             | 0               | -                  | -                  | -                  | -           | -           | -           | 7      | 0      |        |
| 2023               | San Lorenzo        | PD                 | 2          | 0          | CA+CdL          | 0               | 0               | CS                 | 0                  | 0                  | -           | -           | -           | 2      | 0      |        |
| Totale San Lorenzo | Totale San Lorenzo | Totale San Lorenzo | 5          | 0          |                 | 4               | 0               |                    | 0                  | 0                  |             | -           | -           | 9      | 0      |        |
| 2024               | Atlanta            | PBN                | 36         | 0          | CA              | 0               | 0               | -                  | -                  | -                  | -           | -           | -           | 36     | 0      |        |
| 2025               | Platense           | PD                 | 16         | 0          | CA              | 2               | 0               | -                  | -                  | -                  | -           | -           | -           | 18     | 0      |        |
| Totale carriera    | Totale carriera    | Totale carriera    | 57         | 0          |                 | 6               | 0               |                    | 0                  | 0                  |             | -           | -           | 63     | 0      |        |

## Palmarès

### Club

#### Competizioni nazionali
- Campionato argentino: 1

Platense: 2025 (Apertura)